# Mu‘ávija II.
Mu‘ávija II. (662?–683, Damašek) třetí chalífa z dynastie Umajjovců, který vládl rok 683. Byl synem Jazída I. Jeho vláda trvala pouhých 40 dní, než jeho život ukončil mor. Jeho pozice byla vratká, neboť byl uznán chalífou pouze v části Sýrie poté, co mu odmítli holdovat příslušníci kmene Kajs. Bylo to z důvodu počínání jeho otce Jazída, který protežoval příslušníky konkurenčního kmene Kalb.
Jeho smrt způsobila vážné spory a ohrozila nástupnictví Umajjovců. Po jeho smrti zůstali pouze dva jeho nezletilí bratři, kteří nebyli pro okolní arabské elity akceptovatelní. Situaci vyřešil až jejich vzdálený příbuzný Marván ibn al-Hakam, který vyloučil zbývající Jazídovy syny z nástupnictví a sám se nechal prohlásit chalífou.